# Бахышов, Алиовсат Мамедшах оглы
Алиовсат Мамедшах оглы Бахышов (азерб. Əlövsət Məmmədşah oğlu Baxışov; 3 марта 1923, Амсар (Азербайджан), Кубинский район — 3 июня 2013) — советский хозяйственный, государственный и политический деятель.

## Биография
Родился в 1923 году в селе Амсар. Член КПСС.
Участник Великой Отечественной войны. С 1950 года — на хозяйственной, общественной и политической работе. В 1950—2010 годы — на руководящей партийной и советской работе в Кубинском районе. Слушатель партийной школы. С 1958 года инструктор, ответорганизатор ЦК КП Азербайджанской ССР. Первый секретарь Дивичинского районного комитета партии. Парторг Шемахинского, секретарь парткома Масаллинского производственных управлений. Первый секретарь Масаллинского РК КП Азербайджанской ССР. Первый секретарь Кедабекского РК КП Азербайджанской ССР. Начальник Главного управления Министерства сельского хозяйства Азербайджанской ССР. Председатель постоянной комиссии, ответственный секретарь и первый заместитель председателя Совета ветеранов Азербайджана.
Избирался депутатом Верховного Совета Азербайджанской ССР 6, 7, 8, 9-го созывов.
Умер в Баку в 2013 году.

## Награды
- Орден «Слава» (1 марта 2013 года) — за активное участие в общественной жизни Азербайджанской Республики и заслуги в патриотическом воспитании молодёжи[2].
- Два ордена Ленина (22 марта 1966 года, 8 апреля 1971 года).
- Два ордена Трудового Красного Знамени (23 декабря 1973 года, 23 декабря 1976 года).
- Юбилейная медаль «65 лет Победы в Великой Отечественной войне 1941—1945 гг.» (2010 год)[3].
- Персональная пенсия Президента Азербайджанской Республики (17 июня 2008 года)[4].